# اندیس مرمریت جلدیان
مرمریت جلدیان یک اندیس مصالح ساختمانی است که در  استان آذربایجان غربی قرار دارد و مادهٔ معدنی موجود در آن، مرمریت است.سنگ میزبان این اندیس سنگهای آهکی است  